# Magón (embajador)
Magón fue un político y diplomático cartaginés del siglo II a. C.
Magón fue miembro de la comitiva enviada a Roma justo antes de la tercera guerra púnica (149 a. C.) para ofrecer la sumisión incondicional de Cartago a Roma y evitar así el estallido de las hostilidades.